# Magelona jonesi
Magelona jonesi är en ringmaskart som beskrevs av Hartmann-Schröder 1980. Magelona jonesi ingår i släktet Magelona och familjen Magelonidae. Inga underarter finns listade i Catalogue of Life.